# پدرو مورالس (بازیکن فوتبال)
پدرو مورالس (انگلیسی: Pedro Morales؛ زادهٔ ۲۵ مهٔ ۱۹۸۵) بازیکن سابق فوتبال اهل شیلی است که در پست هافبک بازی می‌کرد.
وی همچنین در تیم‌های ملی فوتبال زیر ۲۰ سال شیلی و شیلی بازی کرده‌است.